# Xijiang, Gansu
Xijiang (kinesiska: 西江) är en köping i nordvästra Kina. Den ligger i Min härad i staden Dingxi i provinsen Gansu, omkring 160 kilometer söder om provinshuvudstaden Lanzhou. Antalet invånare är 26862. Befolkningen består av 13 304 kvinnor och 13 558 män. Barn under 15 år utgör 22,0 %, vuxna 15-64 år 70 %, och äldre över 65 år 6,0 %.